# Dinner in the Sky

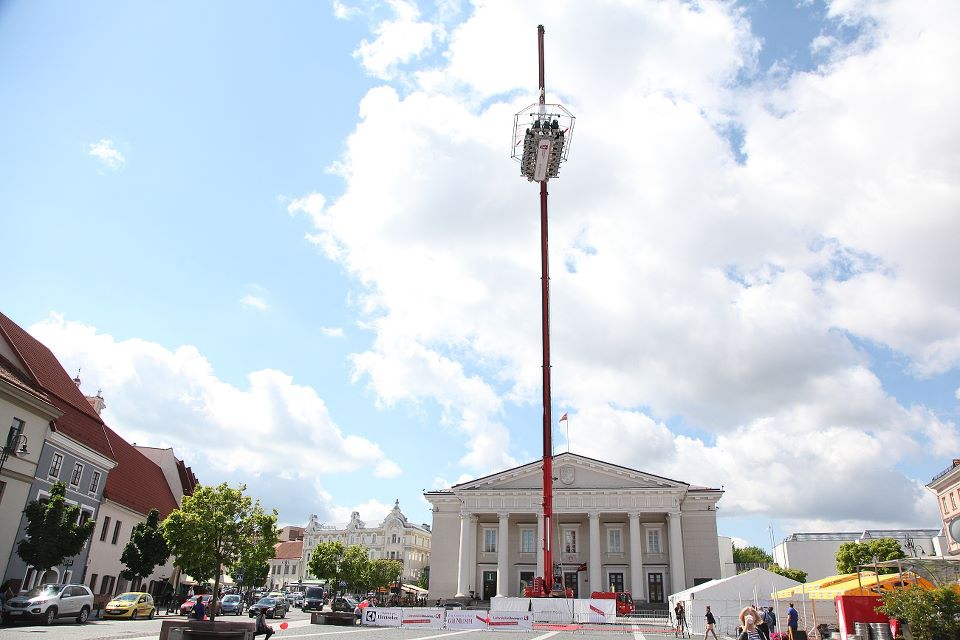
Restauracja Dinner in the Sky (Wilno, Litwa; 2012).

Dinner in the Sky – belgijska sieć restauracji funkcjonujących na podstawie umowy franczyzy. Należące do niej lokale charakteryzują się tym, że spożywający posiłki klienci i obsługujący ich personel znajdują się na podniesionej za pomocą dźwigu platformie, która znajduje się na dużej wysokości nad ziemią (ok. 45 m).
Dinner in the Sky ma usługi mobilne dostępne w 15 państwach oraz prowadzi działalność w różnych miastach, takich jak Paryż i Las Vegas. Amerykańskie czasopismo „Forbes” nazwało restaurację jedną z dziesięciu najbardziej niezwykłych.

## Historia
W 2007 roku David Ghysels, właściciel firmy marketingowo-komunikacyjnej, we współpracy ze Stefanem Kerkhofsem, organizatorem skoków na bungee, zorganizował kolację w powietrzu dla Jeunes Restaurateurs d’Europe Association (stowarzyszenie zrzeszające młodych szefów kuchni i restauratorów w Europie). Wkrótce po tym, do Ghyselsa i Kerkhofsa zaczęły napływać telefony od ludzi z całego świata, którzy również chcieli wcielić w życie pomysł obiadu w przestworzach. Mężczyźni postanowili więc zfranczyzować pomysł na prowadzenie restauracji. Ghysels powiedział: „Jest to trochę surrealistyczne, ale zdaliśmy sobie sprawę, że ludzie się nudzą chodząc ciągle do tych samych, starych restauracji. Postanowiliśmy więc poszerzyć granice, bo przecież «niebo nie jest granicą!»”.
W 2008 roku mieszkańcy Las Vegas: Michael Hinden i jego żona Janeen odkryli podczas targów restaurację Dinner in the Sky. 31 grudnia 2008 roku państwo Hindens przetestowali ten pomysł w Las Vegas w ramach sylwestrowej imprezy dla swoich przyjaciół i partnerów biznesowych. W marcu 2009 roku Michael Hinden otworzył działającą w weekendy restaurację Dinner in the Sky, znajdującą się w Las Vegas przy alei West Sahara.
Do sierpnia 2009 Dinner in the Sky działał w ponad dwunastu krajach między innymi w Kanadzie i Chinach. W tamtym czasie Hinden planował przeniesienie swojej restauracji do Las Vegas Strip, do pustego budynku, który służył wcześniej znajdującemu się w pobliżu hotelowi Trump International, jako biuro sprzedaży. Jednak Steve Wynn, właściciel nieruchomości Wynn i Encore znajdujących się po drugiej stronie drogi, sprzeciwił się planowi nazywając restaurację Dinner in the Sky „karnawałową atrakcją”. Boyd Gaming również sprzeciwił się przeniesieniu restauracji, która miałaby się znajdować w pobliżu Echelon Place. Plany Hindena odnośnie do przeniesienia zostały odrzucone przez urzędników hrabstwa, którzy obawiali się o względy bezpieczeństwa i uznali, że taka restauracja nie powinna się znajdować na Las Vegas Strip.
W styczniu 2013 roku zaczęto realizować plany na jej nową, stałą lokalizację w Las Vegas w pobliżu CityCenter. Nowe miejsce miało kosztować 4 mln dolarów wliczając w to przebudowę biura na naziemną restaurację i bar. W czerwcu 2013 roku odbyła się uroczystość w Las Vegas. Pierwszą stałą lokalizacją firmy była restauracja Las Vegas.